# 의류사
옷의 역사는 신석기 시대로 거슬러 올라간다.
신석기시대의 유물로 뼈바늘과 돌로된 방추가 발견되어 그 시대에 이미 옷을 만들어 입었음을 알 수 있다. 인류는 시대에 따라 다양한 옷들을 입었다고 여겨진다.

## 종류별 역사

### 한복
한민족의 전통 의상인 한복은 시대에 따라 다양하게 변화하여 왔다. 현재의 전통적인 한복은 조선 시대 후기에 정착된 것이다. 최근에는 쉽게 입을 수 있도록 디자인을 바꾼 개량 한복도 있다.
삼국시대

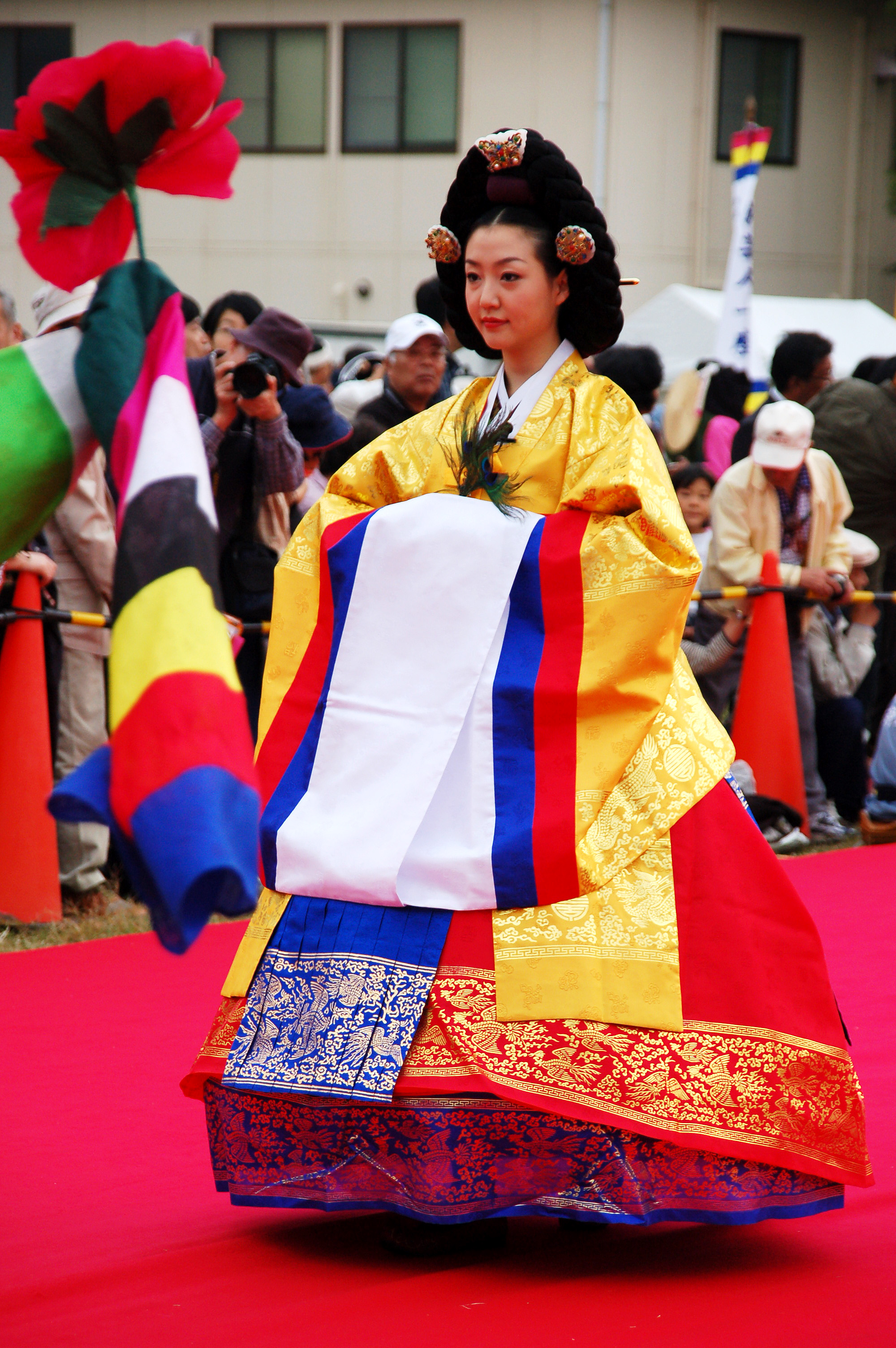
조선 시대 왕비의 옷, 원삼

고구려·백제·신라 세 나라 모두 비슷했으며, 대체로 유(저고리), 고(바지), 상(치마), 포(두루마기)를 중심으로 관모(모자), 대(허리띠), 화(신발)가 더해졌다.
통일신라시대
당나라의 영향으로 한국 고유의 포는 서민들이 주로 입었으며, 귀족들은 평상복으로만 입었다. 여성들의 새로운 옷으로는 반비(半臂)가 있었는데, 소매가 없거나 있어도 짧은 옷으로, 주로 귀족들이 저고리 위에 덧입었다.
고려시대
정치적으로 중국의 여러 나라와 관계가 복잡해짐에 따라 복식 구조도 크게 변했다. 특히 귀족층이나 지배층에서는 중국 옷을 그대로 받아들여 입고, 서민층에서는 한국 고유의 복식을 계승하여 입어 복식의 이중 구조가 나타났다.
조선시대
상류층은 명나라의 영향을 받았지만, 한국 고유의 복식은 서민복으로 뿌리 깊게 이어졌다. 중기나 후기에 들어서면서 실학사상의 영향으로 실용성이 강조되면서 한층 단순해지고 말기에는 신분제도가 허물어지면서 양반과 서민의 옷 사이에 큰 차이가 없어졌다. 특히 여자 저고리는 조선시대 후기로 가면서 길이가 짧아져서 오늘날과 거의 같은 모양이 되었다.

### 양복
고대

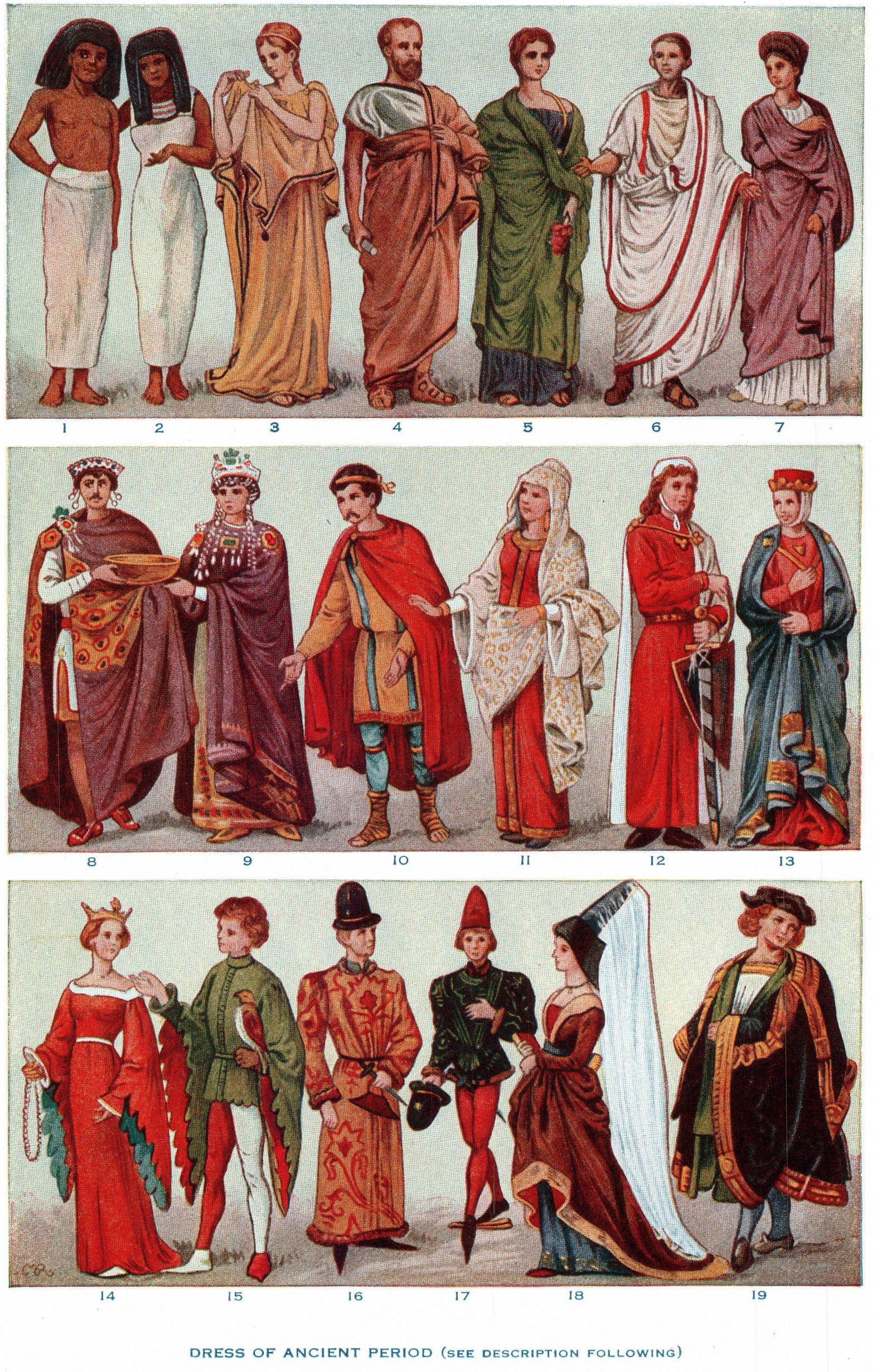
여러 시대의 다양한 옷들

이집트인들은 흰색 옷을 많이 입었고, 메소포타미아·페르시아·헤브라이·그리스·로마인들은 다양한 색깔의 옷을 입었다. 페르시아인은 옷을 재단하여 몸에 맞게 입었고, 그리스인은 장신구를 많이 착용하였다. 특히 로마인은 신분에 따른 옷이 각각 있었다.
중세
동양의 영향을 많이 받았다. 직물도 동양에서 들여온 비단을 많이 사용하고 자수와 진주로 화려하게 장식했다. 지배층 사람들은 매우 정교하게 장식한 튜닉을 입었고, 평민들은 소박한 튜닉을 입었다.
르네상스시대
중세 때보다 더욱 화려해지고 복잡해졌다. 여자들은 다양하고 정교한 머리장식을 했으며 귀금속과 큰 꽃무늬가 그려진 밝은색 천으로 만든 옷을 입었다. 남자들은 주름이 많은 겉옷에 몸에 꼭 끼는 셔츠를 입었고 여자들은 웃옷을 몸에 꼭 맞게 입었다. 드레스는 목둘레가 네모나게 파이고 페티코트를 받쳐 입어 종 모양으로 퍼졌다.
17세기
바로크 양식의 정교하게 장식된 옷이 전유럽에서 인기를 모았다. 특히 여자들은 팔을 노출시키는 파격을 보였으며, 긴 장갑을 꼈다.
18세기
로코코 양식의 영향으로 여성들의 드레스는 허리가 꽉 조이고 치마폭이 넓었다. 또한 치마를 더욱 부풀리기 위해서 치마 속에 페티코트를 여러 개 입었다.
19세기
19세기 유럽과 미국에서 의류산업이 번창하여 기성복이 등장하기 시작했다. 여성들은 편하고 단순한 옷을 선호하여 가벼운 면직물로 만든 드레스를 입고, 턱 밑에서 끈을 묶는 보닛을 썼다. 남성복의 경우 유럽과 미국 상류층 남자들은 무릎까지 오는 바지 대신 긴 바지를 입기 시작했는데, 이것은 이후 200년이 넘도록 남성복의 기본 양식이 되었다.
20세기
남녀 모두가 공장에서 대량으로 생산된 기성복을 입었다. 여자들은 헐렁하고 편한 옷을 입기 시작했으며, 스타일에 변화가 많았다. 특히 레저복과 운동복에서 여성의 신체를 노출시키게 되었는데, 1920년대에는 다리, 1940년대에는 배, 1960년대에는 허벅지를 노출시키는 옷이 등장했다. 1980년대에는 한층 편한 옷이 유행하였고, 1990년대에 와서는 복고풍이 유행하고 남녀 옷 사이에 차이가 없어졌다.
21세기
옷의 정식분류의 장벽이 많이 허물어져서 유니섹스 스타일이라며 남녀의 의류구분을 무시하고 입는 스타일이 용인되기까지 하는 한편 노출에 대해서 굉장히 관대해져서 거의 속옷에가까운 길이의 바지인 핫팬츠까지도 용인되게 되었다.
한편 패션의유행이 패스트패션으로 옮겨가면서 저렴한 가격에자주 옷을 사입게 되었고 패션은 일주일 단위로 바뀌게 되었지만 그에따른 비인간적인 노동이 문제가 되고 있다.

## 같이 보기
- 견섬유의 역사
- 외치